# Konoe Sakihisa
Konoe Sakihisa (近衛 前久 (Cận Vệ Tiền Cửu) 1536 – 7 tháng 6 năm 1612), con trai của nhiếp chính quan Taneie, là một kuge của Nhật Bản. Cuộc đời ông trải dài từ thời đại Sengoku, thời đại Azuchi-Momoyama, đến đầu thời đại Edo. Ông làm chức Kampaku-Sadaijin và Daijo Daijin, lên đến hàng tòng nhất phẩm. Ông là kampaku dưới triều Nhật hoàng Go-Nara. Nobutada là con trai ông.
Sakihisa tích cực hoạt động trong giới chính trị và quân sự. Ông là thành viên của gia đình Konoe, chi thứ của gia tộc Fujiwara. Em gái ông là vợ của daimyo Asakura Yoshikage. Sakihisa có cảm tình với Oda Nobunaga, đi cùng với ông đến Kōshū trong chiến dịch chống lại gia tộc Takeda. Con gái ông, Sakiko, được Toyotomi Hideyoshi nhận làm con nuôi và trở thành phi tử của Nhật hoàng Go-Yōzei và mẹ của Nhật hoàng Go-Mizunoo.
Năm 1582, Sakihisa được ban chức Daijo Daijin. Ông cáo quan năm sau đó. Năm 1585, ông nhận Hashiba (sau đó là Toyotomi) Hideyoshi làm con nuôi. Điều này giúp cho Hideyoshi trở thành một thành viên của gia Fujiwara, giúp ông rộng đường trở thành Kampaku.